# Nella prossima vita non voglio conoscerti
Nella prossima vita non voglio conoscerti (来世は他人がいい?, Raise wa tanin ga ii) è un manga seinen scritto e disegnato da Asuka Konishi, pubblicato dalla Kōdansha su Afternoon dal 25 agosto 2017; l'edizione italiana è a cura della RW Edizioni, mediante la propria etichetta Goen. Un adattamento anime intitolato Yakuza Fiancé e prodotto da Studio Deen è stato trasmesso dal 7 ottobre al 23 dicembre 2024.

## Trama
Pur appartenendo a una potente famiglia yakuza, Yoshino Somei è sempre riuscita a non farsi coinvolgere troppo nelle attività dei propri familiari; per volere di suo nonno, è tuttavia costretta a fidanzarsi con Kirishima Miyama, il rampollo di un'altra famiglia criminale molto nota. Inizialmente il ragazzo si mostra cortese e affascinante, ma ben presto la giovane si accorge che anche le apparenze ingannano.

## Personaggi
Yoshino Somei (染井 吉乃?, Somei Yoshino)
Doppiata da: Hitomi Ueda
Kirishima Miyama (深山 霧島?, Miyama Kirishima)
Doppiato da: Akira Ishida
Shoma Toriashi (鳥葦翔真?, Toriashi Shōma)
Doppiato da: Kōji Yusa
Azami Suo (周防薊?, Suo Azami)
Doppiato da: Hiroshi Kamiya
Renji Somei (染井 蓮二?, Somei Renji)
Doppiato da: Yōji Ueda
Gaku Miyama (深山 萼?, Miyama Gaku)
Doppiato da: Kazuya Nakai
Aoi Tachibana (染井 吉乃?, Tachibana Aoi)
Doppiato da: Ryōta Takeuchi
Sota Inamori (深山 霧島?, Inamori Sota)
Doppiato da: Hiroshi Shimozaki
Taketo Hotei (鳥葦 翔真?, Hotei Taketo)
Doppiato da: Katsuyuki Konishi
Tsubaki Akashigata (周防 薊?, Akashigata Tsubaki)
Doppiata da: Reina Ueda

## Media

### Manga
Il manga, scritto e disegnato da Asuka Konishi, viene serializzato dal 25 agosto 2017 sulla rivista mensile Afternoon edita da Kōdansha. I capitoli vengono raccolti in volumi tankōbon pubblicati dal 22 novembre 2017. Al 23 ottobre 2023 i volumi totali ammontano a 8.
In Italia la serie è stata annunciata ad ottobre 2023 da RW Edizioni che ha iniziato a pubblicarla sotto l'etichetta Goen a partire dal 3 novembre seguente.

#### Volumi
| Nº | Data di prima pubblicazione | Data di prima pubblicazione                                                 | Data di prima pubblicazione | Data di prima pubblicazione                                                |
| Nº | Giapponese                  | Giapponese                                                                  | Italiano                    | Italiano                                                                   |
| -- | --------------------------- | --------------------------------------------------------------------------- | --------------------------- | -------------------------------------------------------------------------- |
| 1  | 22 novembre 2017            | ISBN 978-4-06-510376-0                                                      | 3 novembre 2023             | ISBN 978-88-9284-766-8 (ed. regolare) ISBN 978-88-9284-768-2 (ed. Variant) |
| 2  | 23 luglio 2018              | ISBN 978-4-06-511660-9 (ed. regolare) ISBN 978-4-06-512979-1 (ed. limitata) | 22 dicembre 2023            | ISBN 978-88-9284-800-9                                                     |
| 3  | 23 maggio 2019              | ISBN 978-4-06-514835-8                                                      | 1º marzo 2024               | ISBN 978-88-9284-781-1                                                     |
| 4  | 23 giugno 2020              | ISBN 978-4-06-519771-4                                                      | —                           | —                                                                          |
| 5  | 21 maggio 2021              | ISBN 978-4-06-523330-6                                                      | —                           | —                                                                          |
| 6  | 23 marzo 2022               | ISBN 978-4-06-526863-6                                                      | —                           | —                                                                          |
| 7  | 23 gennaio 2023             | ISBN 978-4-06-529919-7                                                      | —                           | —                                                                          |
| 8  | 23 ottobre 2023             | ISBN 978-4-06-533312-9                                                      | —                           | —                                                                          |

### Anime

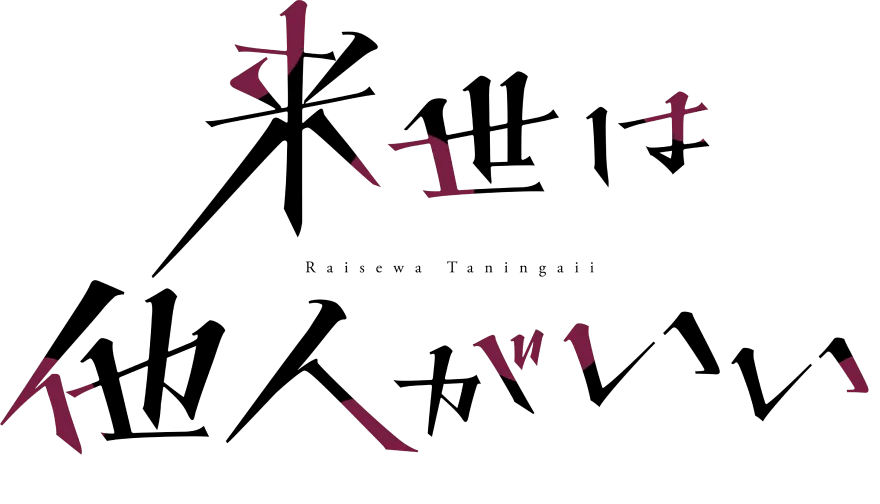
Logo originale della serie

Nell'ottobre 2023 è stato annunciato che la serie avrebbe ricevuto un adattamento anime. La serie è prodotta da Studio Deen e diretta da Toshifumi Kawase, con Rika Takasugi che si occupa della sceneggiatura, Itsuko Takeda del character design e Hiroaki Tsutsumi e Masato Suzuki compongono la colonna sonora. La serie è stata trasmessa a partire dal 7 ottobre al 23 dicembre 2024 su Tokyo MX e BS11; un episodio speciale Kansai Prologue-hen è stato trasmesso in streaming su Prime Video in Giappone per un periodo limitato il 28 e il 29 settembre. La sigla d'apertura è Under and Over degli The Oral Cigarettes mentre quella di chiusura è Nani wararotonnen (なに笑ろとんねん?) di Yoshino. Crunchyroll ha concesso in licenza la serie al di fuori dell'Asia. Plus Media Networks Asia ha concesso la licenza per la serie nel sud-est asiatico e la trasmette su Aniplus Asia.

#### Episodi
| Nº | Titolo italiano Giapponese 「Kanji」 - Rōmaji | In onda          | In onda |
| Nº | Titolo italiano Giapponese 「Kanji」 - Rōmaji | Giapponese       |         |
| 1  | Non è un posto per perdenti 「負け犬に出る幕はない」 - Makeinu ni derumaku wanai | 7 ottobre 2024   |         |
| 2  | Voglio mostrarti la mia sincerità. E, se possibile, farti innamorare un po' di me. 「誠意を見せたい。あわよくば少し好きになってほしい」 - Seii o misetai. Awayokuba sukoshi suki ni natte hoshī | 14 ottobre 2024  |         |
| 3  | Il triangolo amoroso dell'inferno 「地獄の三角関係」 - Jigoku no sankaku kankei | 21 ottobre 2024  |         |
| 4  | Ci è o ci fa? 「頭がいいのか馬鹿なのか」 - Atama ga ī no ka baka na no ka | 28 ottobre 2024  |         |
| 5  | Principessa Tsubaki 「椿姫」 - Tsubaki | 4 novembre 2024  |         |
| 6  | Preferisco il tuo odio al tuo disinteresse - prima parte 「無関心ならいっそ嫌われたほうがいい 前編」 - Mukanshin'nara isso kirawa reta hō ga ī zenpen                                           | 11 novembre 2024 |         |
| 7  | Preferisco il tuo odio al tuo disinteresse - ultima parte 「無関心ならいっそ嫌われたほうがいい 後編」 - Mukanshin'nara isso kirawa reta hō ga ī kōhen                                           | 18 novembre 2024 |         |
| 8  | A dire il vero, voglio sposarti - prima parte 「本音を言えば結婚したい 前編」 - Hon'ne o ieba kekkonshitai zenpen                                                                               | 25 novembre 2024 |         |
| 9  | A dire il vero, voglio sposarti - seconda parte 「本音を言えば結婚したい 中編」 - Hon'ne o ieba kekkonshitai chūhen                                                                             | 2 dicembre 2024  |         |
| 10 | A dire il vero, voglio sposarti - terza parte 「本音を言えば結婚したい 後編」 - Hon'ne o ieba kekkonshitai kōhen                                                                                | 9 dicembre 2024  |         |
| 11 | La bestia è cresciuta e non posso più tenerla in casa 「成長したら飼えない獣」 - Seichō shitara kaenai kemono                                                                                   | 16 dicembre 2024 |         |
| 12 | Quando lei si arrabbia, cala la notte e scende la pioggia 「彼女が翳ると闇夜が降りて雨がふる」 - Kanojo ga kageru to yamiyo ga orite ame ga furu                                                | 23 dicembre 2024 |         |

## Accoglienza
Nella prossima vita non voglio conoscerti ha vinto il quarto Next Manga Award nella categoria carta stampata nel 2018. Insieme a La via del grembiule - Lo yakuza casalingo si è classificato all'ottavo posto nella classifica Kono manga ga sugoi! 2019 di Takarajimasha tra le migliori 20 serie manga per lettori di sesso maschile. La serie si è classificata all'undicesimo posto nella classifica "Fumetti consigliati dai dipendenti delle librerie nazionali del 2018" dal sito web dell'Honya Club. La serie si è poi classifica al 48º posto nella lista dei "Libri dell'anno" del 2020 stilata dalla rivista Da Vinci. Il manga è stato nominato per il 46º Premio Kōdansha per i manga nella categoria generale nel 2022.